# Airspeed Aircraft
Airspeed Aircraft bildades 1931 i York England av A. H. Tiltman och Nevil Shute Norway med personer som tidigare arbetat med luftskepp. 
Med svag ekonomi och många spännande idéer kämpade sig företaget igenom 1930-talet. Företagets första konstruktion passagerarflygplanet AS4 Ferry lanserades i april 1932. Året efter flyttade man verksamheten till Portsmouth där man under 1934 slog sig samman med båtvarvet Swan Hunter & Wigham Richardson Limited och blev Airspeed Ltd i augusti samma år. Under 1936 konstruerade och tillverkade man sportflygplanet AS8 Viceroy för en interkontinental flygtävling. 
Den största framgången för företaget kom först 1937 med flygplanet AS10 Oxford som användes vid flygutbildning. Företagets idéer uppmärksammades av De Havilland som 1940 köpte upp Swan Hunter & Wigham Richardson Limiteds aktier i bolaget. Under andra världskriget tillverkades ett stort antal Horsa lastglidflygplan. Horsa som tillverkades i över 3 800 exemplar levererades till Royal Air Force och USAF och spelade stor roll i luftangrepp med flygburna trupper 1944. Efter kriget var marknaden för nya flygplan död. Man försökte bygga om begagnade flygplan för nya civila användningsområden men den svaga ekonomin gjorde att resterande aktier i bolaget köptes upp av De Havilland 1951. Därmed försvann företaget som självständig flygplanstillverkare.